# Tarte carélienne
La tarte carélienne ou pirogue carélienne (karjalanpiirakat en dialecte sud-carélien, karjalanpiiraat en dialecte nord-carélien ou karelska piroger en suédois, piiroa, kalitta ou šipainiekku en carélien) est un plat traditionnel de la région de Carélie qu'on peut désormais trouver partout en Finlande.

## Présentation
Ces tartes étaient originellement faites avec une pâte de farine de seigle, mais dans les variantes du nord de la Carélie entre autres, on utilise un mélange de blé et de seigle. La partie centrale était anciennement composée d'orge, mais maintenant, on y trouve habituellement du riz au lait ou de la pomme de terre. Traditionnellement, elle est servie réchauffée à la poêle, puis tartinée de munavoi, une pâte faite de beurre et d'œufs durs hachés. Elle s'accompagne également de fromage, jambon ou saumon.
L'appellation karjalanpiirakka est enregistrée à la Commission européenne comme Spécialité traditionnelle garantie,.